# 임란 하쉬미

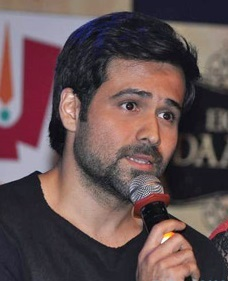

임란 하쉬미(Emraan Hashmi, 1979년 3월 24일 ~ )는 인도의 배우이다.
뭄바이에서 태어났다.

## 영화
- 바드샤오 (2017년)
- 라즈 리부트 (2016년)
- 아즈하르 (2016년)
- 미스터 엑스 (2015년)
- 웅글리 (2014년)
- 타이거스 (2014년)
- 샤티르 (2014년)
- 간차카르 (2013년)
- 원스 데어 리브드 어 위치 (2013년) - 보보 역
- 라즈 3: 서드 디멘션 (2012년) - 에디티아 역
- 상하이 (2012년)
- 마이 하트 이즈 스틸 어 차일드 (2011년) - 아브헤이 슈리 역
- 더티 픽쳐 (2011년)
- 머더 2 (2011년)
- 원스 어폰 어 타임 인 뭄바이 (2010년)
- 텀 마일 (2009년)
- 굿 보이, 배드 보이 (2007년)
- 유 워 메이드 포 러브 (2005년)
- 머더 (2004년)
- 풋패스 (2003년)